# Зайсанська улоговина
Зайсанськая улоговина — міжгірська улоговина в Казахстані, між хребтами Південного Алтаю на заході, Тарбагатаєм і Сауром на півдні.
Висота підвалини від 370 м (озеро Зайсан) до 900—1000 м біля підніжжя сусідніх гір. Поверхня улоговини складена кайнозойськими озерними і річковими пісками і глинами. Місцями над похилими рівнинами улоговини піднімаються останцеві гірські масиви.
Води річок, що стікають з гір Південного Алтаю і Тарбагатаю, розбираються на зрошування ланів і не доходять до озера Зайсан, в яке впадає лише Чорний Іртиш.
У улоговині переважають напівпустельні ландшафти, які використовують зазвичай як пасовища; у дельті річки Чорний Іртиш є тугайні ліси.